# Pont Bukhang
Le pont Bukhang est un pont à haubans situé dans la ville de Busan, en Corée du Sud. Le pont permet de relier le district de Yeongdo à celui de Nam en passant sur la Mer de l'est.